# Волфганг Кристоф фон Валдбург
Волфганг Кристоф Ернст фон Валдбург (на немски: Wolfgang Christoph Ernst von Waldburg; * 11 февруари 1643; † 26 януари 1688, Пилау) е граф на Валдбург, населдствен Гранд Трушсес, господар на Раутенбург (окръг Нидерунг) и Лугинен, генерал-майор в Курфюрство Бранденбург и губернатор на Пилау (Балтийск), хауптман, капитан на Балга. На 5 май 1686 г. във Виена той е издигнат на имперски граф на Валдбург.

## Биография
Той е син на Ханс Албрехт граф Трушсес фон Валдбург, господар на Фридрихщайн и Бартен († 6 януари 1655) и втората му съпруга Анна Сибила фон Пакмор († 1652), дъщеря на Христоф Йоахим фон Пакмор и Доротея фон Лендорф (* ок. 1590). Брат му Йоахим Хайнрих Трушсес фон Валдбург (1646 – 1718) е пруски кралски генерал-лейтенант.
През 1663 г. Волфганг Кристоф служи като полковник-лейтенат в Курфюрство Бранденбург при херцог Август фон Шлезвиг-Холщайн-Норбург-Пльон (1635 – 1699) в турските войни. През 1683 г. той е полковник и командир на бранденбургски помощен корпс против турците. През февруари 1684 г. се връща в Прусия и през март отново е командир на помощен корпс. На 20 юни 1684 г. Волфганг е генерал-майор и става губернатор на крепостта Пилау. През 1686 г. „Великият курфюрст“ Фридрих Вилхелм фон Бранденбург го помолва отново да тръгне против турците. Същата година той е издигнат на имперски граф.
Волфганг Кристоф умира през 1688 г. в Пилау на 44-годишна възраст.

## Фамилия
Волфганг Кристоф фон Валдбург се жени през 1679 г. за Луиза Катарина фон Раутер-Вилкам (* 16 февруари 1650; † 4 юни 1703), имперска графиня на Валдбург, наследничка на канала Фридрихсграбен между Лабиау и Кьонигсберг, вдовица на Филип дела Чиеза (1629 – 1679), дъщеря на Лудвиг фон Раутер-Вилкам (1623 – 1665) и Амалия Ернестина Барбара фон Подевилс († 1686). Те имат децата:
- Албертина Луиза († 11 февруари 1680)
- Вилхелмина († млада)
- Елеонора Мария († млада)
- Хелена Доротея (1680 – 1712), омъжена на 12 март 1703 г. в Кьонигсберг за граф Хайнрих Вилхелм фон Золмс-Вилденфелс (1675 – 1741)
- Карл Лудвиг (1685 – 1738), господар на Раутенбург, пруски камерхер и генерал-майор, маршал в Херцогство Прусия, домпропст в Хавелберг, женен за графиня София Шарлота фон Вилих и Лотум (1694 – 1771), дъщеря на генерал-фелдмаршал граф Филип Карл фон Вилих-Лотум (1650 – 1719) и Мария Доротея фрайин фон Шверин (1662 – 1695).